# Neues Volk
Neues Volk (alemão: [ˈnɔʏ.əs ˈfɔlk], em portuguêsː "Novas Pessoas") foi uma revista ilustrada de propaganda mensal alemã fundada pelo Gabinete de Política Racial do NSDAP para o mercado de massa. Destinava-se a um público amplo, alcançando 300.000 exemplares.

## Tema
O seu tema era a “excelência” da raça ariana e as “deficiências” dos judeus, polacos e outros grupos. Os artigos variavam entre perfis de Benito Mussolini, reportagens sobre os campos da Juventude Hitlerista e dicas de viagens, mas a propaganda eugénica e racial continuou ao longo dele.
Incluía artigos que defendiam a esterilização eugénica bem como fotografias de crianças mentalmente incapacitadas justapostas às de crianças saudáveis. Também apresentou imagens de famílias arianas ideais e casais ridicularizados sem filhos.